# 「けいおん!」オフィシャル バンドやろーよ!!
『「けいおん!」オフィシャル バンドやろーよ!!』は、テレビアニメ『けいおん!』のボーカルアルバム、およびバンドスコア集のシリーズ。

## 「けいおん!」オフィシャル バンドやろーよ!!
2009年9月2日にポニーキャニオンからリリースされたサウンドトラックで、DISC1には中野梓が加入した「Cagayake!GIRLS」と「Don't say "lazy"」の5人Ver．、『放課後ティータイム』DISC1のInstrumental、『K-ON! ORIGINAL SOUND TRACK』未収録の音源を、DISC2は「Cagayake!GIRLS」の楽器別instrumentalと、さわ子先生による解説が収録されている。
初回限定盤には曲名がプリントされたミニチュアステッカーが封入されている。
バンドスコアはけいおんのスタッフとミュージシャンの監修であり、おまけとしてかきふらい描き下ろしによる4コマ漫画が収録されている。
「Cagayake!GIRLS［5人Ver.]」「Don't say "lazy"［5人Ver.］」は、2013年3月20日に発売された『K-ON! MUSIC HISTORY'S BOX』のディスク1、17〜18トラックにも収録されている（曲順は同じ）。
収録内容
Disc-1
1. Cagayake!GIRLS［5人Ver.］
2. Don't say "lazy"［5人Ver.］
3. Cagayake!GIRLS［5人Ver.］ （instrumental）
4. Don't say "lazy"［5人Ver.］（instrumental）
5. カレーのちライス『StudioMix』（instrumental）
6. わたしの恋はホッチキス『StudioMix』（instrumental）
7. ふでペン 〜ボールペン〜『StudioMix』（instrumental）
8. ふわふわ時間『StudioMix』（instrumental）
9. サブタイトルバック・ギター1
10. サブタイトルバック・ギター2
11. サブタイトルバック・ギター3
12. サブタイトルバック・ギター4
13. サブタイトルバック・ギター5
14. サブタイトルバック・ギター6
15. サブタイトルバック・ギター7
16. サブタイトルバック・ギター8
17. サブタイトルバック・ギター9
18. サブタイトルバック・ギター10
19. サブタイトルバック・ギター11
20. サブタイトルバック・ギター12
21. サブタイトルバック・ギター13
22. チャルメラ（#2『楽器』）
23. さわ子先生・超絶早弾き!（#5『顧問!』）
24. さわ子先生・超絶タッピング!（#5『顧問!』）
25. さわ子先生・超絶歯ギター!（#5『顧問!』）
26. 梓のうでまえ披露1（#9『新入部員!』）
27. 梓のうでまえ披露2（#9『新入部員!』）
28. 一週間（#1『廃部!』）
29. 翼をください（#1『廃部!』）

Disc-2
1. Cagayake!GIRLS［5人Ver.］ (Instrumental 【-Guitar】)
2. Cagayake!GIRLS［5人Ver.］ (Instrumental 【-Keyboard】)
3. Cagayake!GIRLS［5人Ver.］ (Instrumental 【-Bass】)
4. Cagayake!GIRLS［5人Ver.］ (Instrumental 【-Drums】)
5. イントロダクション
6. ギター・イントロダクション
7. Aメロ ブリッジミュート
8. Aメロ ブリッジミュート NGテイク
9. Bメロ アルペジオ（W／Delay）
10. Bメロ アルペジオ NGテイク（W／Delay）
11. Bメロ カウンターメロディ
12. Bメロ カウンターメロディ NGテイク
13. Bメロ 9小節グリッサンド（トレモロピッキング付き）
14. Bメロ 9小節グリッサンド
15. サビ コードバッキング
16. サビ コードバッキング NGテイク
17. Aメロ2 16分カッティング（w／Wah）
18. Aメロ2 16分カッティング
19. Aメロ2 16分カッティング NGテイク
20. 間奏 Gt. - Iソロ
21. 間奏 Gt. - IIソロ
22. ソロ アドリブ
23. F 転調
24. キーボード・イントロダクション
25. Intro. - 1 スクラッチ音
26. Intro. - 1 スクラッチ音 NGテイク
27. サビ 音色とリズム
28. サビ（上パート音色）
29. サビ（下パート音色）
30. Aメロ 音色とグリッサンド
31. Aメロ（上パート音色）
32. Aメロ（下パート音色）
33. 間奏 ソロ
34. 間奏 ソロ NGテイク
35. EDメロ
36. EDメロ （エフェクトVer．）
37. F8小節（ベンドダウンとヒットサウンド）
38. ED5小節〜8小節　音色
39. ED9小節〜音色
40. ベース・イントロダクション
41. Cagayake!GIRLS　セッティング
42. サビ コードアルペジオ
43. サビ コードアルペジオ NGテイク
44. Intro. - 2 ベースインフィル
45. スラップ練習
46. Intro. - 2 Aメロ冒頭（5 - 8小節目）（tempo 170）
47. Intro. - 2 Aメロ冒頭（5 - 8小節目）（tempo 120）
48. Aメロ バックビートを感じる
49. Aメロ バックビートを感じる NGテイク
50. Bメロ ドラムとのコンビネーション
51. Bメロ ドラムとのコンビネーション NGテイク
52. 間奏 ソロ（tempo 170）
53. 間奏 ソロ（tempo 120）
54. ソロ・アドリブ
55. C - 34小節目〜グリッサンド
56. Ending 4弦ベースVer．
57. ドラム・イントロダクション
58. Cagayake!GIRLS スネア&タムセッティング
59. スネア&タム一般的なセッティング
60. Intro. - 1〜Cサビ 8小節目フィル
61. Intro. - 1〜Cサビ 8小節目フィル NGテイク
62. Bメロ1 9小節目フィル
63. Bメロ1 9小節目フィル NGテイク
64. Aメロ2 リズム
65. Aメロ2 リズム NGテイク
66. Aメロ2 4, 9小節目フィル
67. Aメロ2 4, 9小節目フィル NGテイク
68. Bメロ2 9小節目フィル
69. Bメロ2 9小節目フィル NGテイク
70. 間奏リズム
71. 間奏リズム NGテイク
72. EDメロ リズム
73. EDメロ リズム NGテイク
74. EDメロ 4, 8小節目フィル
75. EDメロ　4，8小節目フィル NGテイク
76. F6，7小節目フィル
77. F6，7小節目フィル NGテイク
78. サビ リズム
79. サビ リズム NGテイク
80. おわり。

トラック5 - 80にはさわ子による詳しいナレーションが収録されている。

## 「けいおん!」オフィシャル バンドやろーよ!! PART2
2010年3月3日にポニーキャニオンからリリースされたCDで、アルバム『放課後ティータイム』に収録された「ふわふわ時間 (Studio Mix)」のインストゥルメンタルとマイナスワンバージョン、シングル「Maddy Candy」に収録された2曲のインストゥルメンタルとマイナスワンバージョンを収録している。
またふわふわ時間のレッスンDVDを同梱しており、このDVDには各パート別のレッスンビデオをマルチアングル仕様で収録している。
収録内容
1. ふわふわ時間『StudioMix』(Instrumental)
2. ふわふわ時間『StudioMix』(Instrumental 【-Guitar1】)
3. ふわふわ時間『StudioMix』(Instrumental 【-Guitar2】)
4. ふわふわ時間『StudioMix』(Instrumental 【-Keyboard】)
5. ふわふわ時間『StudioMix』(Instrumental 【-Bass】)
6. ふわふわ時間『StudioMix』(Instrumental 【-Drums】)
7. Maddy Candy(Instrumental)
8. Maddy Candy (Instrumental 【-Guitar】)
9. Hell The World (Instrumental)
10. Hell The World (Instrumental 【-Guitar】)

## 「けいおん!!」オフィシャル バンドやろーよ!! 〜Let's MUSIC!!〜
2010年5月26日にポニーキャニオンからリリースされたCDで、第2期前期主題歌の「GO! GO! MANIAC」と「Listen!!」のインストゥルメンタルとマイナスワンバージョンを収録している。
収録内容
1. GO! GO! MANIAC (Instrumental)
2. GO! GO! MANIAC (Instrumental 【-Guitar1】)
3. GO! GO! MANIAC (Instrumental 【-Guitar2】)
4. GO! GO! MANIAC (Instrumental 【-Keyboard】)
5. GO! GO! MANIAC (Instrumental 【-Bass】)
6. GO! GO! MANIAC (Instrumental 【-Drums】)
7. Listen!! (Instrumental)
8. Listen!! (Instrumental 【-Guitar1】)
9. Listen!! (Instrumental 【-Guitar2】)
10. Listen!! (Instrumental 【-Keyboard】)
11. Listen!! (Instrumental 【-Bass】)
12. Listen!! (Instrumental 【-Drums】)

## 「けいおん!!」オフィシャル バンドやろーよ!! 〜Let's MUSIC!!2〜
2010年9月15日にポニーキャニオンからリリースされたCDで、第2期後期主題歌の「Utauyo!!MIRACLE」と「NO,Thank You!」のインストゥルメンタルとマイナスワンバージョンを収録している。
収録内容
1. Utauyo!!MIRACLE(Instrumental)
2. Utauyo!!MIRACLE(Instrumental【-Guitar1】)
3. Utauyo!!MIRACLE(Instrumental【-Guitar2】)
4. Utauyo!!MIRACLE(Instrumental【-Keyboard】)
5. Utauyo!!MIRACLE(Instrumental【-Bass】)
6. Utauyo!!MIRACLE(Instrumental【-Drums】)
7. NO, Thank You!(Instrumental)
8. NO, Thank You!(Instrumental【-Guitar1】)
9. NO, Thank You!(Instrumental【-Guitar2】)
10. NO, Thank You!(Instrumental【-Keyboard】)
11. NO, Thank You!(Instrumental【-Bass】)
12. NO, Thank You!(Instrumental【-Drums】)

## 「けいおん!!」オフィシャル バンドやろーよ!! 〜Let's MUSIC!!3〜　放課後ティータイム編
2010年12月22日にポニーキャニオンからリリースされたCDで、『放課後ティータイムII』に収録された新曲のインストゥルメンタルが収録された。
バンドスコアでは、新曲のほかにOP・EDのカップリング曲が掲載された。
当初は「天使にふれたよ！『Studio Mix』（Instrumental－【各楽器】）」が収録される予定であったが、制作上の都合により未収録となった。
収録内容
Disc-1
1. 天使にふれたよ!（#24『卒業式!』Mix）
2013年3月20日に発売された『K-ON! MUSIC HISTORY'S BOX』のディスク2、4トラック目にも収録されている。
2. むすんでひらいて（#5『お留守番!』Mix）
3. ふわふわ時間[梓・憂・純Ver.]（番外編『訪問!』Mix）
4. ギターイメージ1（#2『整頓!』）
5. ギターイメージ2（#2『整頓!』）
6. ギターイメージ3（#2『整頓!』）
7. ギターイメージ4（#2『整頓!』）
8. 鯵ヶ沢甚句（#9『期末試験!』）
9. 紀美・おでん屋にて（#10『先生!』）
10. ラヴ[イントロ・唯失敗Ver.]（#10『先生!』）
11. さわ子・ギターソロ（#10『先生!』）
12. ふわふわ時間[ギター・梓の夢Ver.]（#13『残暑見舞い!』）
13. ごはんはおかず[ギター・梓の練習中Ver.]（#22『受験!』）
14. 唯・澪・律セッション（#22『受験!』）
15. サブタイトルバック#1
16. サブタイトルバック#2
17. サブタイトルバック#3
18. サブタイトルバック#4
19. サブタイトルバック#5
20. サブタイトルバック#6
21. サブタイトルバック#7
22. サブタイトルバック#8
23. サブタイトルバック#9
24. サブタイトルバック#10
25. サブタイトルバック#11
26. サブタイトルバック#12
27. サブタイトルバック#13
28. サブタイトルバック#14
29. サブタイトルバック#15
30. サブタイトルバック#16
31. サブタイトルバック#17
32. サブタイトルバック#18
33. サブタイトルバック#19
34. サブタイトルバック#20
35. サブタイトルバック#21
36. サブタイトルバック#22
37. サブタイトルバック#23
38. サブタイトルバック#24
39. サブタイトルバック#25
40. サブタイトルバック#26
41. 夏フェス曲1「Rule」（#12『夏フェス!』）
作詞：hotaru / 作曲：Tom-H@ck
歌：BCS
42. 夏フェス曲2「Actress」（#12『夏フェス!』）
作詞：hotaru / 作曲：前澤寛之
歌：D-hoppers
BCSとD-hoppersは第12話「夏フェス!」の劇中に登場する架空のバンド名である。また、この2曲は制作上の意図により、歌詞が掲載されていない。
43. 夏フェス曲3（#12『夏フェス!』）
44. 夏フェス曲4（#12『夏フェス!』）
45. フードコートBGM1（#12『夏フェス!』）
46. フードコートBGM2（#12『夏フェス!』）
47. フードコートBGM3（#12『夏フェス!』）

Disc-2
1. いちごパフェが止まらない『Studio Mix』（Instrumental）
2. ぴゅあぴゅあはーと『Studio Mix』（Instrumental）
3. Honey sweet tea time『Studio Mix』（Instrumental）
4. 五月雨20ラブ『Studio Mix』（Instrumental）
5. ごはんはおかず『Studio Mix』（Instrumental）
6. ときめきシュガー『Studio Mix』（Instrumental）
7. 冬の日『Studio Mix』（Instrumental）
8. U&I『Studio Mix』（Instrumental）
9. 天使にふれたよ!『Studio Mix』（Instrumental）
10. 放課後ティータイム『Studio Mix』（Instrumental）

## 「けいおん!!」オフィシャル バンドやろーよ!! 〜Let's MUSIC!!4〜　イメージソング＋α編
2011年6月15日にポニーキャニオンからリリースされた。バンドスコアには、「GO! GO! MANIAC」、「Come with Me!!」を除く「けいおん!!」イメージソングの楽曲、およびDEATH DEVILの2曲を収載。CDには、第1期と第2期のOP・EDのTVサイズと、「GO! GO! MANIAC」の楽器練習用トラックを収録。また、スペシャルコンテンツとして、「GO! GO! MANIAC」の徹底詳細解説を収載している。
各OP・EDのテレビサイズバージョンは、2013年3月20日に発売された『K-ON! MUSIC HISTORY'S BOX』のディスク12、24〜30トラックにも収録されている（曲順は同じ）。
収録内容
1. Cagayake!GIRLS[4人Ver.] (TV size Ver.)
2. Don't say "lazy" (TV size Ver.)
3. Cagayake!GIRLS[5人Ver.] (TV size Ver.)
4. GO! GO! MANIAC (TV size Ver.)
5. Listen!! (TV size Ver.)
6. Utauyo!!MIRACLE (TV size Ver.)
7. NO, Thank You! (TV size Ver.)
8. GO! GO! MANIAC (Instrumental)
9. GO! GO! MANIAC (Instrumental 【-Guitar1】)
10. GO! GO! MANIAC (Instrumental 【-Guitar2】)
11. GO! GO! MANIAC (Instrumental 【-Keyboard】)
12. GO! GO! MANIAC (Instrumental 【-Bass】)
13. GO! GO! MANIAC (Instrumental 【-Drums】)

## 映画「けいおん!」オフィシャル バンドやろーよ!!　K-ON! MOVIE編
2012年2月19日にポニーキャニオンから発売。バンドスコアには『Unmei♪wa♪Endless!』と『Singing!』収録の楽曲と『光』を、CDには「Unmei♪wa♪Endless!」と「Singing!」のインストゥルメンタルとマイナスワンバージョンなどを収録。また、スペシャルコンテンツとして各楽曲および演法の解説、コード表が収録されている。
「いちばんいっぱい」「Unmei♪wa♪Endless!」「Singing!」のMOVIEサイズバージョンは、2013年3月20日に発売された『K-ON! MUSIC HISTORY'S BOX』のディスク12、31〜33トラックにも収録されている（曲順は同じ）。
収録内容
1. いちばんいっぱい（MOVIE size Ver.）
2. Unmei♪wa♪Endless!（MOVIE size Ver.）
3. Singing!（MOVIE size Ver.）
4. Unmei♪wa♪Endless!（Instrumental）
5. Unmei♪wa♪Endless!（Instrumental【－Guitar1】）
6. Unmei♪wa♪Endless!（Instrumental【－Guitar2】）
7. Unmei♪wa♪Endless!（Instrumental【－Keyboard】）
8. Unmei♪wa♪Endless!（Instrumental【－Bass】）
9. Unmei♪wa♪Endless!（Instrumental【－Drums】）
10. Singing!（Instrumental）
11. Singing!（Instrumental【－Guitar1】）
12. Singing!（Instrumental【－Guitar2】）
13. Singing!（Instrumental【－Keyboard】）
14. Singing!（Instrumental【－Bass】）
15. Singing!（Instrumental【－Drums】）
16. ラブクライシス（ちょっと）
17. ライブハウスのリハーサル
18. 天使にふれたよ! 〜唯の練習ギター